# تيري بولو
تيريزا إليزابيث «تيري» بولو (بالإنجليزية: Theresa Elizabeth "Teri" Polo)‏ (ولدت في 1 يونيو 1969) هي مثلة الاميركية المعروفة الثانوية في عدد من الأفلام كانت واحدة من النجوم في المسرحية الهزلية أنا معها، وكذلك المسلسل الدرامي السياسي والجناح الغربي.

## الحياة الشخصية
ولدت اليزابيث تيريزا البولو بولو في دوفر، ولاية ديلاوير. والدتها جين (جنتري نيي)، هي ربة منزل، ووالدها فنسنت بولو، هو مصمم استيريو. درست تيري الباليه لمدة 12 سنة ابتداءاً من سن الخامسة.

## الأعمال

### الأفلام
- قابل الوالدين (2000)
- خارج الحدود (2003)
- قابل آل فوكر (2004)
- صغار عائلة فوكرز (2010)

### المسلسلات
- مسلسل دائرة كاملة (1996)
- مسسلسل فرايجر (2000)
- مسلسل نمبرز (2007)
- القانون والنظام: الوحدة الخاصة للضحايا (2008)
- سي إس آي: ميامي (2008)
- مسلسل شبح هامس (2009)
- مسلسل ذا فوسترز (2013)

## وصلات خارجية
- تيري بولو على موقع IMDb (الإنجليزية)
- تيري بولو على موقع روتن توميتوز (الإنجليزية)
- تيري بولو على موقع ألو سيني (الفرنسية)
- تيري بولو على موقع أول موفي (الإنجليزية)
- تيري بولو على موقع قاعدة بيانات الأفلام السويدية (السويدية)
- تيري بولو على موقع إن إن دي بي (الإنجليزية)
- تيري بولو على موقع قاعدة بيانات الفيلم (الإنجليزية)
- تيري بولو على موقع كينوبويسك (الروسية)